# سنگوتای
سنگوتای (به انگلیسی: Sengottai) یک منطقهٔ مسکونی در هند است که در بخش تیرونلولی واقع شده‌است. سنگوتای ۲۶٬۸۲۳ نفر جمعیت دارد و ۱۸۱ متر بالاتر از سطح دریا واقع شده‌است.